# Picot de Stierling
El picot de Stierling (Dendropicos stierlingi) és una espècie d'ocell de la família dels pícids (Picidae) que habita el bosc miombo del sud de Tanzània, nord de Moçambic i Malawi.